# Simhapura

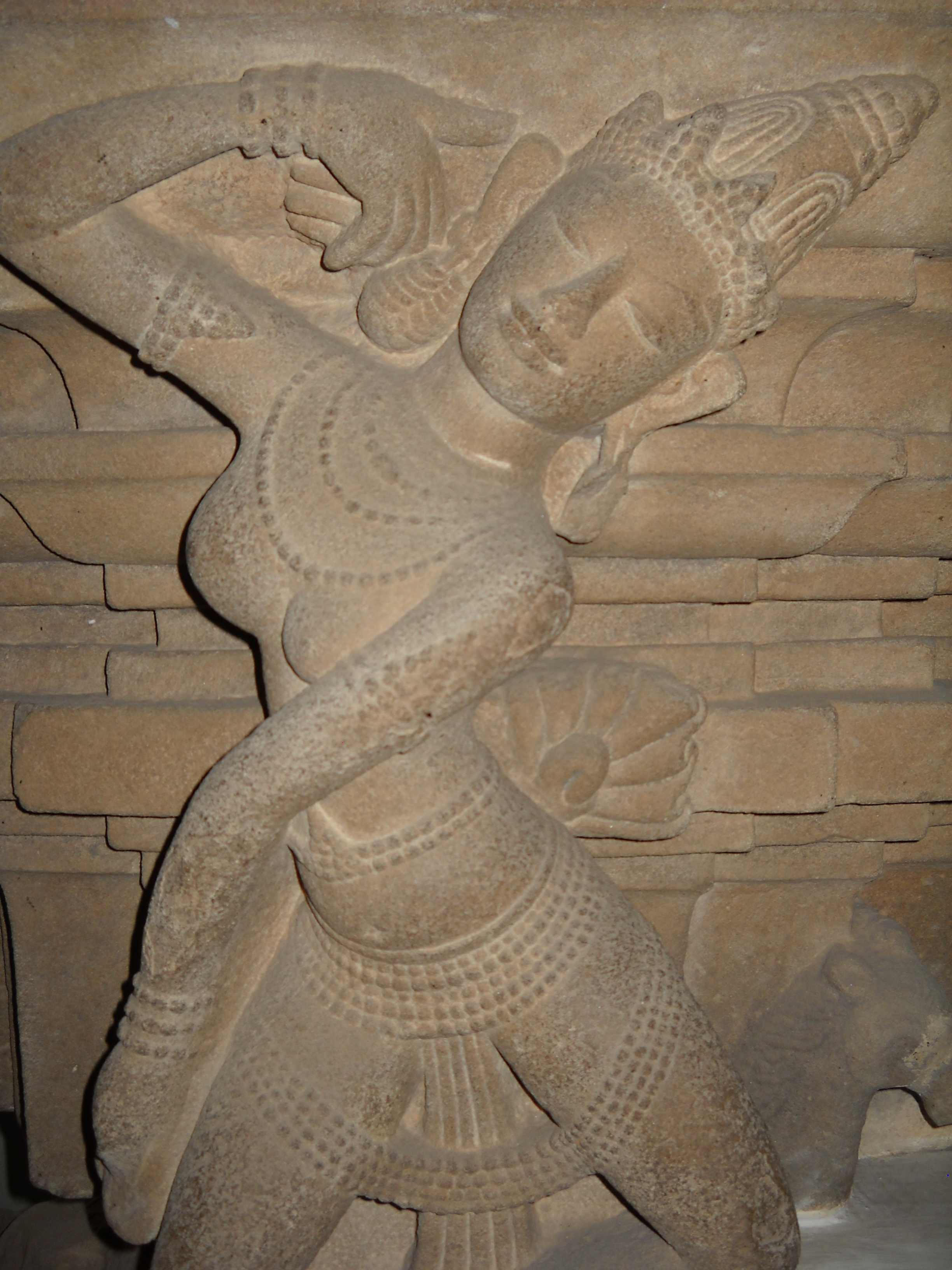
Phù điêu vũ nữ Aspara, phát hiện tại Trà Kiệu

Simhapura (hoặc Sinhapura, nghĩa là Kinh đô Sư tử) là kinh đô của Chăm Pa thời kỳ Lâm Ấp tại vị trí mà ngày nay là làng Trà Kiệu, xã Duy Sơn, huyện Duy Xuyên, tỉnh Quảng Nam.

## Lịch sử
Mặc dù Lâm Ấp được thành lập từ năm 192 sau công nguyên, nhưng không để lại bất cứ bia ký nào cũng như các sử sách Trung Quốc nói tới về kinh đô của người Chăm. Mãi tới thời vua Bhadravarman (Phạm Hồ Đạt) trị vì từ (380-413), sách Thủy kinh chú của Trung Quốc mới ghi chép về kinh thành của người Chăm. Dựa theo các ghi chép này và các khảo cổ khai quật, các nhà nghiên cứu cho rằng kinh đô của Lâm Ấp nằm một trong hai nơi là Thành phố Huế hoặc vùng Trà Kiệu, Quảng Nam. Tuy nhiên dựa theo miêu tả của Thủy kinh chú về cuộc tấn công của Đàn Hòa Chi - thứ sử Giao Châu vào kinh đô Lâm Ấp năm 446, các học giả nghiên về hướng đặt kinh đô thời kỳ Phạn Hồ Đạt ở Huế với tên gọi là Điển Xung.
Sau các cuộc tấn công từ Giao Châu bởi các thứ sử Ôn Phóng Chi, Giao Tuấn, kinh đô Kandapurpura bị phá hủy. Lâm Ấp chuyển đô vào khu vực Trà Kiệu lập kinh đô mới với tên gọi Simhapura vào khoảng cuối thế kỷ 4 đầu thế kỷ 5, cuộc tấn công kế tiếp từ Giao Châu bởi tướng Lưu Phương năm 605, Lưu Phương đã phá hủy kinh đô Sinhapura, vua Sambhuvarman (Phạm Chí) bỏ thành chạy ra biển, nhà Tùy chia Lâm Ấp thành ba châu là Đảng Châu, Nông Châu, Xung Châu, cai quản Lâm Ấp và đặt trị sở tại Simhapura. Tuy nhiên 10 năm sau đó Phạm Chí đã giành lại được Lâm Ấp khi nhà Tùy suy yếu.
Vương triều Lâm Ấp kết thúc sự tồn tại của mình vào khoảng năm 749 và sau đó là các cuộc tranh chấp dẫn tới trung tâm hành chính - tôn giáo của Chăm Pa chuyển vào miền Nam nới kinh đô mới là Virapura của vương triều Hoàn Vương. Mặc dù hơn 100 năm sau, trung tâm hành chính - tôn giáo lại dịch chuyển ra bắc gần Trà Kiệu nhưng các vua của vương triều Indrapura đã không đặt quốc đô tại vị trí kinh đô cũ Sinhapura nữa mà đặt tại khu vực mà ngày nay là làng Đồng Dương, huyện Thăng Bình cách vị trí kinh đô cũ về phía nam khoảng 60 km.

## Đặc điểm
Sinhapura nằm gần thánh địa Mỹ Sơn, mặc dù từ trước đó Mỹ Sơn đã được người Chăm sử dụng làm thánh địa, nhưng mãi tới khi kinh đô chuyển về nam gần đó thì họ mới đẩy mạnh việc xây dựng đền tháp thờ phụng các vị thần của Ấn Độ giáo
Theo sách Tùy thư, Lưu Phương truyện nói về cuộc tấn công Sinhapura vào năm 605: Phương sang sông đến Khu Túc, vượt qua sáu dặm, trước và sau khi gặp giặc, mỗi lần đánh nhau đều bắt được giặc. Quân tiến đến sông Đại Duyên, quân giặc giữ chỗ nguy hiểm, Phương lại đánh phá được. Qua cột đồng Mã Viện đi về phía Nam 8 ngày, đến quốc đô Lâm Ấp. Vua Lâm Ấp là Phạn Chí bỏ thành chạy ra bể, Phương thu được miếu chủ ngôi vàng, phá hư cung thất của Lâm Ấp, khắc đá ghi công rồi về..
Đầu thế kỷ 20, các nhà khảo cổ người Pháp đã tìm ra được các di chỉ và di tích tại khu vực Trà Kiệu, Mỹ Sơn sau 13 thế kỷ bỏ phế và từ đây giới khoa học đã dần làm sáng tỏ về kinh đô Sinhapura và thánh địa Mỹ Sơn trong thời kỳ Lâm Ấp